# Meriden, Kansas
Meriden là một thành phố thuộc quận Jefferson, tiểu bang Kansas, Hoa Kỳ. Năm 2010, dân số của xã này là 813 người.

## Dân số
Dân số các năm:
- Năm 2000: 706 người
- Năm 2010: 813 người